# Jochem Poensgen

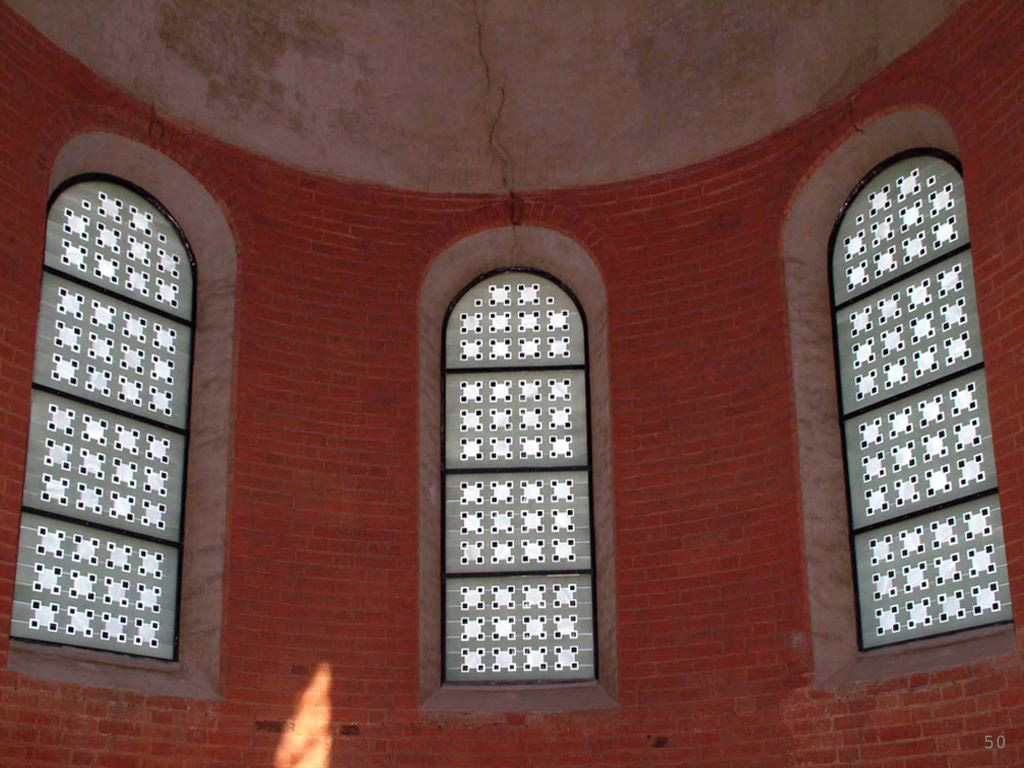
Apsisfenster im Hohen Chor der Klosterkirche Jerichow (Aufnahme vom Januar 2008)

Jochem Poensgen (* 30. Juni 1931 in Düsseldorf; † 30. April 2023 in Soest) war ein deutscher Glaskünstler. Er gestaltete und entwarf im Besonderen Glasfenster für kirchliche und öffentliche Gebäude.

## Leben
Jochem Poensgen stammte aus der bekannten Düsseldorfer Industriellenfamilie Poensgen, die ihren Ursprung als Reidemeister-Familie im Raum Schleiden in der Eifel hat. Er war der Sohn des Industriellen Siegfried Poensgen (1893–1955) und der Maria Krischer (1906–2004) sowie der Neffe des Industriellen Helmuth Poensgen. Er besuchte von 1941 bis 1951 das Humboldt-Gymnasium Düsseldorf. Poensgen studierte 1951 ein Semester an der Werkkunstschule Wuppertal. Längere Studienaufenthalte in Frankreich und Italien weckten sein Interesse an architekturgebundener Kunst, insbesondere an der Glasmalerei.
Nach der Teilnahme an mehreren Wettbewerben erhielt Poensgen 1956 seinen ersten Auftrag für die Gestaltung von Glasmalereien. Seitdem schuf er zahlreiche Glasgestaltungen für Kirchen, öffentliche Bauten und Privathäuser in Europa und den USA. Daneben schuf er in den 1970er und 1980er Jahren auch Radierungen, Buchgrafiken und Illustrationen.
Vortragstätigkeiten und Gastdozenturen führten ihn nach Großbritannien, Australien, Neuseeland, Mexiko, Kanada, und USA. 1984 gründete er das 1. Internationale Seminar für Architekturbezogene Glasmalerei in Kevelaer. Von 1992 bis 1999 war er Visiting Honorary Professor am Swansea Institute (Faculty of Art & Design) in Swansea, Wales.
Jochem Poensgen lebte seit 1991 in Soest, wohin er 1998 auch sein Atelier verlegt hatte.
Er starb 2023 im Alter von 91 Jahren in Soest und wurde auf dem Nordfriedhof in Düsseldorf beigesetzt.

## Werke

### Arbeiten in Museen (Auswahl)
- Corning Museum of Glass, Corning, New York (USA)
- Hessisches Landesmuseum Darmstadt
- Museum Kunstpalast Düsseldorf
- Museum Angewandte Kunst Frankfurt am Main
- Augustinermuseum Freiburg im Breisgau
- Glasmalerei Museum Izukougen (Japan)
- Victoria and Albert Museum, London (Groß-Britannien)
- Deutsches Glasmalerei-Museum, Linnich
- Vitromusée Romont CH, Romont FR (Schweiz)
- Schlossmuseum, Murnau
- Museum Wilhelm Morgner, Soest

### Arbeiten in Kirchen (Auswahl)
- Bad Honnef-Selhof, St. Martin
- Bassum, Stiftskirche
- Bergisch-Gladbach-Refrath, St. Elisabeth
- Bleibach, St. Georg
- Düsseldorf, St. Maximilian
- Düsseldorf-Unterbilk, St. Peter
- Emmendingen, St. Johannes
- Essen-Rüttenscheid, St. Andreas
- Fulda, Dom St. Salvator, Bonifatiusgruft
- Furtwangen, St. Cyriak
- Hamburg-Altona, St. Marien
- Hamburg-Barmbek, Bugenhagenkirche
- Hamburg-St. Georg, Hl. Dreieinigkeitskirche
- Hannover-Kronsberg, Ev. Gemeindezentrum
- Höxter, St. Kiliani
- Lörrach, St. Bonifatius
- Jerichow, Klosterkirche
- Königsfeld, St. Peter u. Paul
- Landshut, St. Jodok, Taufkapelle
- München, St. Ludwig
- München, St. Paul
- Naumburg, Dom St. Peter und St. Paul, Evangelistenkapelle
- Olpe, St. Josef, Kapelle am Finkenhagen
- Oberauroff, Evang. Liebfrauenkirche
- Pilgerzell, Heilige Dreifaltigkeit
- Reuthe (Vorarlberg), St. Jakobus, Pfarrkirche Reuthe
- Schopfheim, St. Bernhard
- Soest, St. Maria zur Höhe (Hohnekirche)
- Trier, Paradies der Liebfrauenkirche
- Trier, Zur Heiligen Dreifaltigkeit (Jesuitenkirche)
- Ziethen, St. Laurentius
- Zerbst, St. Batholomäi

## Einzelausstellungen
- 2016: Jochem Poensgen. Affinité / Wahlverwandt – Peinture sous verre et vitraux. Hinterglasmalerei und Glasbilder, Vitromusée Romont (Schweiz)
- 2017: Jochem Poensgen. Affinité / Wahlverwandt – Hinterglasmalerei und Glasbilder, Deutsches Glasmalerei-Museum, Linnich
- 2021: Jochem Poensgen. Jetzt und früher - Werke von 1951 - 2021, Museum Wilhelm Morgner, Soest

## Veröffentlichungen (Auswahl)
- Jochem Poensgen (Hrsg.): Glaskunst in Architektur. Gedanken und Anregungen. Glass Art in Architecture. Thoughts and Ideas. Studio Jochem Poensgen, Düsseldorf 1987, ISBN 3-00-065935-8.
- Jochem Poensgen: Über die fröhliche Selbstauslieferung an die Rahmenbedingungen von Gestaltungsaufgaben. In: Matthias Ludwig (Hrsg.): Kunst Raum Kirche. Lautertal 2005, ISBN 3-921098-34-3.